# Aeneator valedictus
Aeneator valedictus es una especie de molusco gasterópodo de la familia Buccinidae en el orden de los Neogastropoda.

## Distribución geográfica
Se encuentra en Nueva Zelanda